# Schlacht um Satara
Die Schlacht um Satara wurde von 1699 bis 1700 zwischen dem Mogulreich und Maratha geführt. Der Großmogul, Aurangzeb, befahl einen Angriff auf die Festung von Satara. Die Krieger des Mogulreichs zerstörten große Teile der Festung und der Befehlshaber der Marathen, Subhanji, kapitulierte am 21. April 1700.
Koordinaten: 17° 40′ 48″ N, 73° 58′ 48″ O